# Le Livre du nécromant
Le Livre du nécromant est le cinquième des huit tomes (en version française) qui composent la saga L'Arcane des épées. Il a été écrit par l'écrivain américain Tad Williams. Il est paru en 1993 aux États-Unis, et 1998 en France aux éditions Payot & Rivages.
En effet, la version américaine, To Green Angel Tower, a été partagée en quatre par l'éditeur et est donc devenu La Citadelle assiégée. Cette version est composée des tomes suivants :
- Le Livre du nécromant
- Le Cri de Camaris
- L'Ombre de la roue
- La Tour de l'ange vert

Il a été traduit de l'américain par Jacques Collin.

## Résumé du tome précédent
Simon et ses amis, Sludig le Rimmersleute et Binabik le Troll, ont découvert une ancienne abbaye dans laquelle survivent des jeunes enfants. Skodi, la plus âgée, les accueille chaleureusement et les invite à se reposer pour la nuit. Malheureusement, elle les drogue et fait appel a Ineluki, le Roi de l'Orage, grâce à un rituel magique, pour lui annoncer qu'elle détient Épine, l'une des trois épées capable de contrer les immenses pouvoir du dieu.
Mais pendant ce rituel, les fouisseurs attaquent l'abbaye et tuent tous les enfants et Skodi. Simon et ses compagnons parviennent à s'échapper grâce à Qantaqa, la louve du Troll. Ce dernier et le Rimmersleute perdent de vue Simon pendant la fuite. Ils décident donc d'apporter eux-mêmes Épine au prince Josua.
Pendant ce temps, à l'autre bout du monde, Miriamélé et Cadrach, un moine qui l'accompagne, parviennent à Nabban. Le duc Isgrimnur aussi, mais au lieu de retrouver la princesse, il découvre le prêtre Dinivan mortellement blessé par Pryrates, le conseiller infernal du roi Elias. Le prêtre, agonisant, lui demande de rejoindre Tamiak à Kwanitupul, dans une auberge nommée La Coupe de Pélippa afin de lui remettre un insigne de la Ligue du Parchemin. Pryrates, pour sa part, a mis le feu au Sancellan Aedonitis afin d'accuser un groupe de fanatiques, les Danseurs de feux qui voue une grande adoration au Roi de l'Orage. À cause de cet incendie, et aussi pour échapper aux griffes de Pryrates, le moine Cadrach enlève Miriamélé. Quand elle se réveille, celle-ci se retrouve dans le navire d'Aspitis Prévès, un noble nabbanais de son âge.
Isgrimnur rejoint enfin Tamiak à l'auberge. Ils y découvrent Camaris le chevalier le plus puissant du roi Jean Presbytère, qui était censé être mort. Mais il est devenu un vieillard avec l'esprit d'un enfant.
Josua et le reste de son peuple, vaincus à Naglimund par Elias et les troupes d'Ineluki, parviennent enfin à Sesuad'ra grâce à leur guide Géloé la sorcière. Cette colline a été le lieu où les Norns et les Sithis se séparèrent. Josua espère y découvrir l'utilité des trois épées face aux pouvoirs immenses du Roi de l'Orage. Quelques jours plus tard, Sludig et Binabik le rejoindront avec Épine. Ils sont tous les deux déçus de ne pas retrouver Simon.
Ce dernier, après avoir erré et survécu dans la forêt Aldhéorte, est sauvé par la Sithi Aditu, la sœur de Jiriki, prince des Sithis. Elle l'emmène dans la magnifique et verdoyante cité sithie Jao é-Tinukai'i. Il y rencontre les parents de Jiriki, Likimeya et Shima'onari. Ceux-ci décrètent qu'étant le seul humain à avoir pénétré leur cité, il devra y rester à jamais. Pendant son séjour forcé, Amerasu, la matriarche des Sithis, le recontacte par le biais de la Route des rêves. Elle lui avoue être la mère d'Ineluki. Elle décide d'organiser une réunion exceptionnelle avec son peuple afin de leurs montrer les desseins de son fils, mais pendant la cérémonie, Utuk'ku, la reine des Norns, apparaît pour la contredire. Ingen Jegger, un des membres de la Main Rouge, parvient à rentrer dans la ville et tue Amerasu. Il sera à son tour tuer, mais la catastrophe est déjà faite.
Les parents de Jiriki autorisent alors Simon à partir pour la pierre de l'adieu.